# Nguyễn Đình Bin
Nguyễn Đình Bin (sinh năm 1944) là chính trị gia người Việt Nam. Ông từng là Ủy viên Ban Chấp hành Trung ương Đảng Cộng sản Việt Nam khóa VIII, Thứ trưởng thường trực Bộ Ngoại giao Việt Nam kiêm Chủ nhiệm Ủy ban về người Việt Nam ở nước ngoài, Phó Bí thư Đảng ủy khối các Cơ quan đối ngoại Trung ương, Đại sứ Việt Nam tại Nicaragua kiêm nhiệm Ecuador và Đại sứ Việt Nam tại Pháp kiêm nhiệm Bồ Đào Nha.

## Tiểu sử
Nguyễn Đình Bin sinh ngày 10 tháng 7 năm 1944, quê quán tại xã Thượng Vũ, huyện Kim Thành, tỉnh Hải Dương.
Nguyễn Đình Bin từng học tập ở Cuba. Năm 1965, ông là sinh viên năm thứ nhất Khoa Văn học - Nghệ thuật, trường ĐH La Habana, Cuba. Trong thời gian học ở đây, ông từng phiên dịch cho Chủ tịch Fidel Castro.
Sau này có thời gian Nguyễn Đình Bin là cán bộ Đại sứ quán Việt Nam Dân chủ Cộng hòa tại La Habana, Cuba; Đại sứ tại Nicaragua kiêm nhiệm Ecuador và tại Pháp kiêm nhiệm Bồ Đào Nha.
Nguyễn Đình Bin từng là Thứ trưởng thường trực Bộ Ngoại giao kiêm Chủ nhiệm UB về người Việt Nam ở nước ngoài.
Từ ngày 15 tháng 2 năm 2008, Nguyễn Đình Bin nghỉ hưu.